# 浅間川 (さいたま市・上尾市)
浅間川（せんげんかわ）は、埼玉県さいたま市と上尾市を流れる荒川水系の準用河川。同じ埼玉県内には加須市に浅間川（あさまがわ）があった。

## 概要

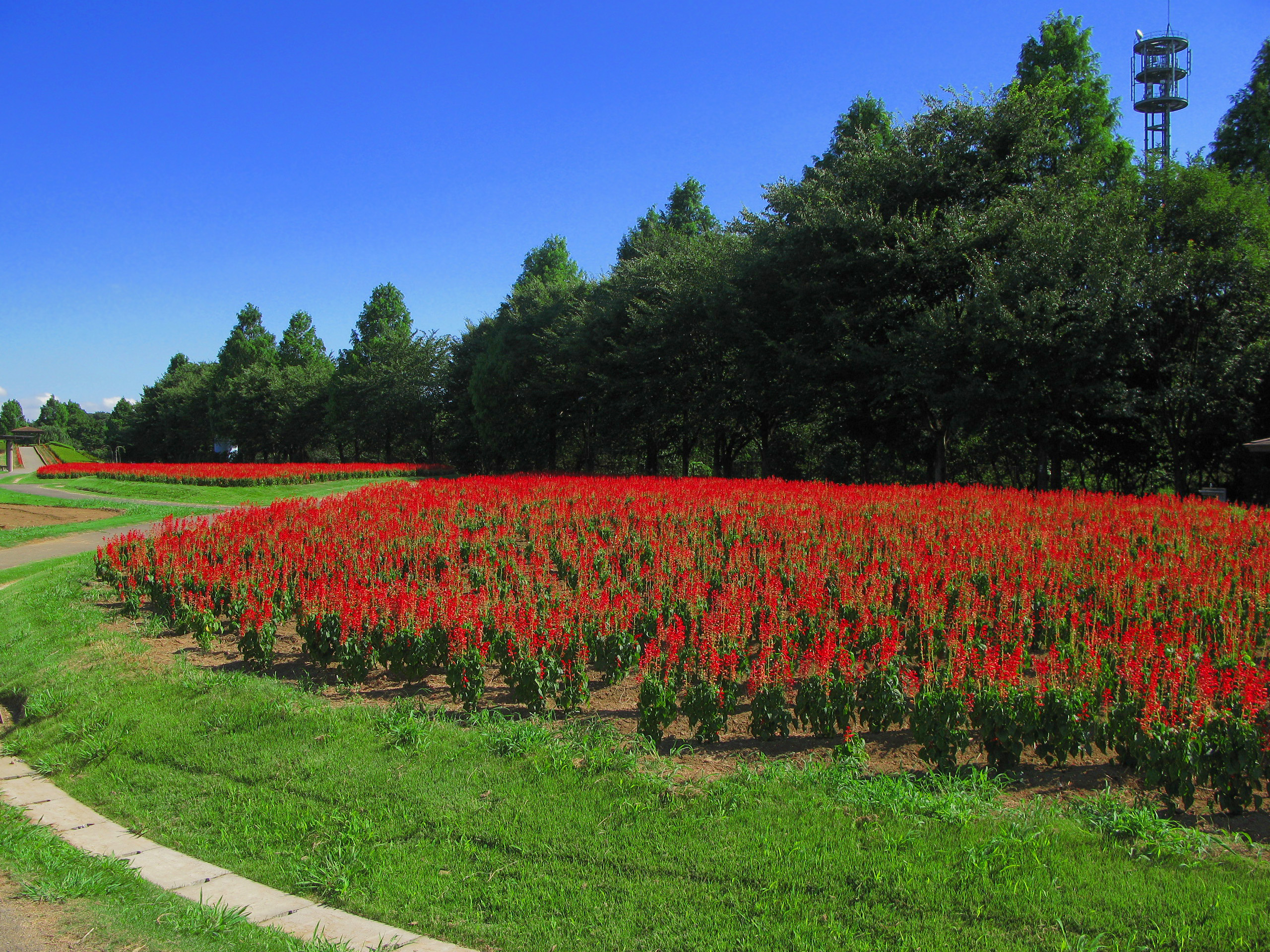
浅間川が流れる花の丘農林公苑

上尾市地頭方の上尾市立太平中学校周辺で源を発する。現在は埼玉県道51号川越上尾線（ニッサン通り）以北は暗渠化されており、源流は目視できない。概ね地頭方と平方領領家の境界線上を大宮台地を徐々に開析しながら南に流れ、埼玉県立大宮北特別支援学校の辺りで東に向きを変え、大宮花の丘農林公苑（以下、農林公苑）の苑内を暗渠で南に流れ、その上部にビオトープや親水広場が整備されている。農林公苑を過ぎると再び開渠となり、さいたま市西区内野本郷と上尾市戸崎の地点で鴨川右岸に合流する。大宮北特別支援学校より下流側はさいたま市と上尾市との境界が浅間川上に走っている。流域は主に農地で、 西新井ふるさとの緑の景観地などの雑木林の風景も見られるが、源流部や鴨川合流点付近は住宅地である。農林公苑の辺りより下流側の流域沿いの低地には1950年代ごろまでは水田として利用されていたが、その後の周囲の都市化による営農環境の悪化により荒地化した。合流点付近である下流域は浸水被害が目立つ。また、上尾道路と交差する周辺で工業用地が造成されている。河川の透明度は25 cm未満とあまりよくない。1975年（昭和50年）2月13日準用河川に指定された。近年は護岸整備が進んでおり、コンクリート張りの水路に改善されている。

### 支流
- 浅間川雨水第1幹線都市下水路[2] - 地頭方、平方領々家を流れる。
- 中新井都市下水路 - 中新井、戸崎を流れる。

### 河川施設
- 戸崎団地排水ポンプ場